# キャーズム・コユンジュ
キャーズム・コユンジュ（Kâzım Koyuncu、1972年11月7日 - 2005年6月25日）はトルコのシンガーソングライター、ラズ人活動家。 
主にラズ語で歌うことで知られ、その他トルコ語、アルメニア語、ヘムシン語、グルジア語、メグレル語といった黒海沿岸で話される複数の言語をレパートリーに含んだ。    
1993年フォークロックグループZuğaşi Berepe（「海の子ら」の意）を結成。2000年の解散の後は2001年のViya!、2004年のHaydeの2本のソロアルバムを出してトルコのみならずグルジアでも人気を得た。 
彼は2005年に精巣癌で死去した。レジェプ・アクダー保健相は強く否定したが、 チェルノブイリ事故がコユンジュの癌の原因であるとトルコの黒海沿岸の多くの地元住民によって思われていた。
彼は環境・文化問題で著名な活動家であった。トルコ北部黒海沿岸のスィノプでの原子炉建設に反対していた。彼の命日には記念式が行われた。2015年のデイリー・サバ（Daily Sabah）誌のレビューによると、「コユンジュの聴衆は左翼と環境保護主義者、ロック音楽探求者と黒海出身の人々の興味深い組み合わせ」であるという。

## ディスコグラフィー

### Zuğaşi Berepeとして
- 1995年： Va Mişkunan
- 1998年： İgzas
- 1998年： Bruxel Live

### Grup Dinmeyenとして
- 1996年： Sisler Bulvarı

### ソロアルバム
- 2001年： Viya！
- 2004年： Hayde
- 2006年： Dünyada Bir Yerdeyim（死後リリース）

## 参考資料
1. ↑  “Kanser eskiden en büyük fobimdi”.  Sabah (2005年2月25日). 2016年1月30日時点のオリジナルよりアーカイブ。2016年1月21日閲覧。
2. ↑  “Koyuncu'dan kansere Viya”.   lazuri.com (2005年1月23日). 2016年1月29日時点のオリジナルよりアーカイブ。2016年1月21日閲覧。
3. ↑  Kâzım Koyuncu-çernobil-yüzünden-öldü
4. ↑  Arslanbenzer, Hakan (2015年10月30日). “Kazım Koyuncu: Pride of Lazuri”. Daily Sabah 2018年8月6日閲覧。